# Fysiksløjd
Fysiksløjd er den del af sløjd, hvor der fremstilles små apparater til fysikundervisning. Fysiksløjd havde sin storhedstid i første halvdel af 1900-tallet.
Fysiksløjden udgik fra Dansk Sløjdlærerskole i København, hvor den modelrække, der hed Fysikserien, kan føres tilbage til 1887. De første egentlige kurser blev dog først afholdt i 1912. Fysiksløjd gjorde brug af en kombination af træsløjd og metalsløjd og selvfølgelig andre formålstjenlige materialer. Denne bølge af selvfremstillede fysikapparater afspejler en tid, hvor både fysik og sløjd var relativt nye fag, og fysikapparater var en mangelvare, samtidig med at mange fysiklærere også var sløjdlærere. Det gælder fx Anders Thorup, der var lærer på Horsens Statsskole, og som udgav bøgerne Fysik og Sløjd, I. Strømelektricitet (1916, ²1928) og Fysiksløjd, II. Vandkraft og Vindkraft (1934).
Fysiksløjden var det første område, hvor metal indgik som materiale på Dansk Sløjdlærerskole, og fysiksløjd betragtes derfor som metalsløjdens begyndelse. 

## Sløjdfysik
Betegnelsen sløjdfysik blev anvendt om fremstillingen af fysikapparater i fysiktimerne, altså egentlig det samme som den fysiksløjd, der fandt sted i sløjdtimerne. I 1920'erne drev fysiklærer Arild S. Ebbe sløjdfysik på Nyboder Skole i København; eleverne fik forståelse for fysikfænomener ved at fremstille apparater af materialer hovedsagelig fra brokkassen. Senere blev Fysiklærerforeningens formand Edvard Runge den drivende kraft inden for sløjdfysik.